# Desovo
Desovo (en macédonien Десово) est un village du centre de la Macédoine du Nord, situé dans la municipalité de Dolneni. Le village comptait 1 026 habitants en 2002.

## Démographie
Lors du recensement de 2002, le village comptait :
- Albanais : 290
- Bosniaques : 566
- Macédoniens : 145
- Turcs : 20
- Serbes : 3
- Autres : 2